# Charlie Rose (talk show)
Charlie Rose Show este o emisiune de televiziune americană, de tip talk show cu interviuri, avându-l pe Charlie Rose ca producător executiv, editor executiv și prezentator. Emisiunea a fost redifuzată pe PBS până în 2017 și este deținută de Charlie Rose, Inc. Rose a intervievat gânditori, scriitori, politicieni, sportivi, interpreți, oameni de afaceri, lideri, oameni de știință și colegi jurnaliști.
Pe 20 noiembrie 2017, WNET⁠(d), Bloomberg Television⁠(d) și PBS au anunțat suspendarea difuzării emisiunii după ce unele foste angajate de la Charlie Rose, Inc. au susținut că Rose le-ar fi hărțuit sexual. Bloomberg Television a retras și reluările seriei cu doar o oră înainte de difuzare. A doua zi, atât PBS, cât și Bloomberg au anulat difuzarea programului și și-au încheiat relația cu Rose; aceasta a reprezantat anularea de facto a emisiunii. CNNMoney⁠(d) a relatat pe 29 noiembrie că Rose a sunat la personalul emisiunii și i-a anunțat că vor fi plătiți până la sfârșitul anului și eliberați din contractele lor la începutul anului 2018; accesul lor în sediul Bloomberg, unde se înregistra emisiunea, urma să nu mai fie permis după 8 decembrie.
Pe 4 decembrie, s-a anunțat că Amanpour⁠(d), o emisiune de interviuri de la CNN International prezentată de Christiane Amanpour, urma să fie difuzată pe PBS ca înlocuitor temporar pentru Charlie Rose. Emisiunea a fost în cele din urmă înlocuită definitiv de Amanpour sub titlul Amanpour & Company⁠(d).

## Istorie
Emisiunea a avut premiera pe 30 septembrie 1991. A fost anterior difuzată de WNET, la început ca program local. Programul a fost difuzat suplimentar de către Bloomberg Television⁠(d), unde se și făcea înregistrarea, cu o întârziere de o săptămână. Platoul era simplu, amenajat cu un spațiu înconjurător complet întunecat⁠(d) în jurul unei mese rotunde⁠(d) din stejar folosită de când programul a debutat, și achiziționată chiar de Rose, împreună cu scaunele însoțitoare.
Finanțarea emisiunii a fost asigurată în principal din donații de la diferite corporații și fundații de caritate. Programul a fost criticat pentru că nu dezvăluia lista de donatori în cadrul procedurii de underwriting disclosure⁠(d).
În 2010, Rose și coprezentatorul său Eric Kandel⁠(d) au început The Brain Series, episoade cu experți în neuroștiință și alte domenii asociate; seria a fost lansată ulterior pe DVD.
În octombrie 2014, a fost lansat un segment intitulat „Al Hunt⁠(d) on the Story” ca „interviu principal regulat”; primul interviu al lui Hunt sub această titulatură a fost cu secretarul de stat John Kerry.
Emisiunea a fost înregistrată pe 731 Lexington Avenue din Manhattan, unde își aveau sediul Bloomberg Television și Bloomberg LP.
În februarie 2017, spectacolul a folosit o serie de prezentatori invitați în timp ce Rose era operat de inimă. Ulterior, Rose și-a anunțat revenirea în martie.

## Tema muzicală
Tema muzicală a emisiunii Charlie Rose a fost compusă exclusiv pentru serie de David Lowe⁠(d) și David Shapiro.

## Charlie Rose: The Week
Charlie Rose: The Week a avut premiera pe PBS pe 19 iulie 2013. Emisiunea dura o jumătate de oră, șî consta din interviuri din episoadele recente ale lui Charlie Rose, ocazional cu segmente unice produse pentru difuzare săptămânală. The Week a înlocuit seria anulată Need to Know⁠(d) și a ocupat fostul interval de timp al acelei emisiuni. Aceasta a fost și ea anulată de WNET și PBS pe 20 noiembrie 2017 din cauza acuzațiilor de hărțuire sexuală. Ambele au eliminat conținutul și arhivele emisiunii de pe site-urile lor web.